# Nicolaus Ottonis

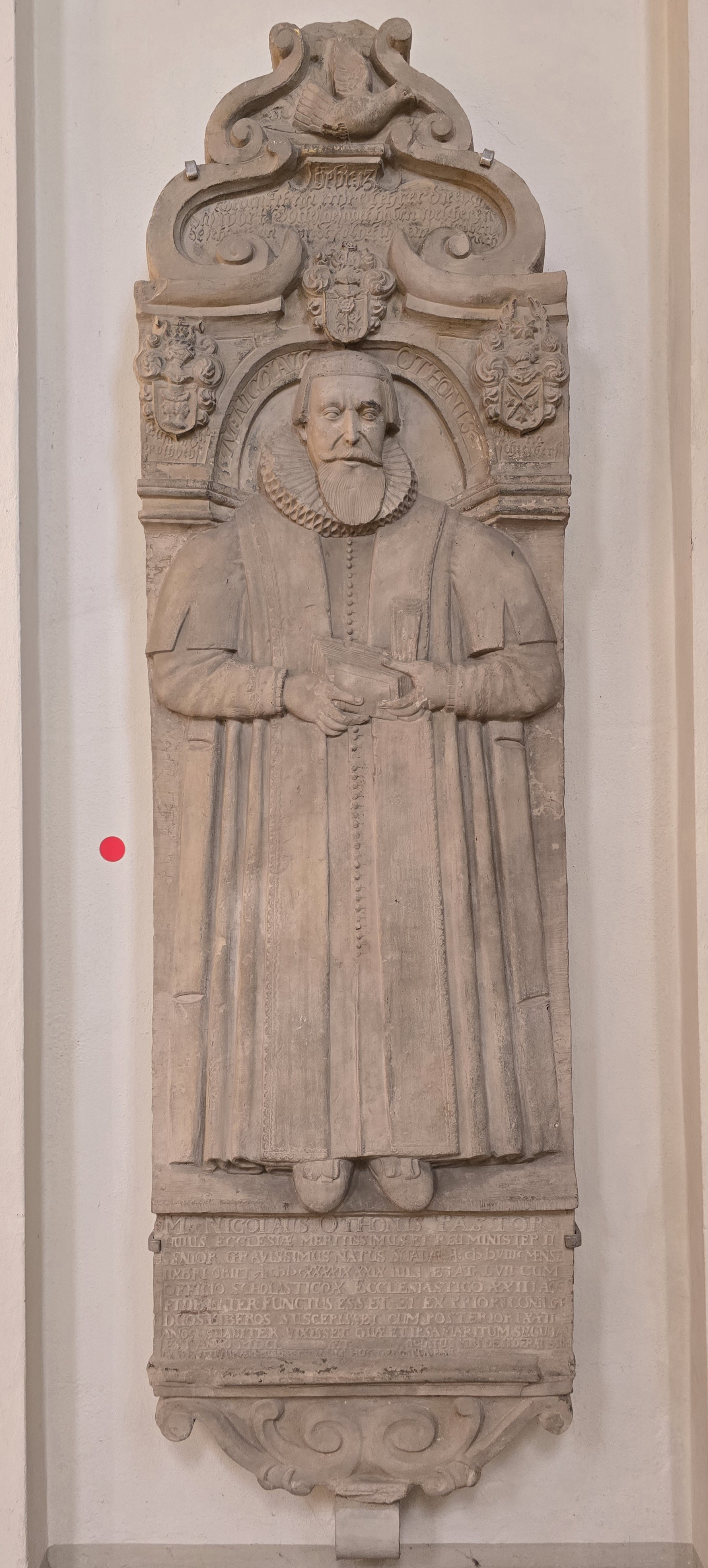
Epitaph des „M. Nicolaus Othonis“ in der Kreuzkirche in Hannover

Nicolaus Ottonis (geboren im Oktober 1592 in Stade; gestorben 29. Juli 1649 in Hannover) war ein deutscher evangelischer Pastor und Pädagoge.

## Leben
Nicolaus Ottonis wurde Ende des 16. Jahrhunderts in Stade als Sohn eines Schuhmachers geboren. Dort begann er seine ersten Studien, die er 1613 zunächst an der Universität Rostock, ab 1614 in Wittenberg fortsetzte, wo er 1616 Magister wurde. Anschließend trat er eine Stelle als Hauslehrer in Hannover an, wo er 1617 Subkonrektor der städtischen Schule wurde.
Nachdem Ottonis einige Jahre später 1625 zum Konrektor ernannt worden war – in jenen Jahr wurde ihm am 24. Dezember sein Sohn Rupert Otto (1625–1662) geboren – übernahm er im Folgejahr 1626 für mehrere Jahrzehnte das Amt des Predigers an der Kreuzkirche. In der Zeit des Dreißigjährigen Krieges ist von Engelbert Hoyer eine Beschreibung überliefert, nach der Ottonis gemeinsam mit „Er. M. Christophorus Janus“ am 11. März 1631 den Mörder Caspar Mollien zum Schafott auf dem Sandtberge begleitete, wo ihn die beiden vor dessen Enthauptung seelsorgerisch betreuten.
Ottonis starb nach Ende des Krieges in der nunmehrigen Residenzstadt Hannover als „Senior ministerii“.

## Schriften
- Leichenpredigt bei dem Absterben der Ehefrau D. Conr. Buscheri, Hannover 1630[2]
- Predigt bei der Einweihung des Waisenhauses, Hannover 1645[2]